# Micmac moche au Boul' Mich'
Micmac moche au Boul' Mich' est un roman policier français de Léo Malet, paru en 1957 aux Éditions Robert Laffont. Avec comme héros Nestor Burma, c'est le treizième des Nouveaux Mystères de Paris.

## Résumé
À trois semaines de Noël 1956, Hélène, la secrétaire de Nestor Burma, est alitée avec une forte grippe. Dans les bureaux de son agence, le détective répond donc lui-même à l’appel d’une jeune fille, Jacqueline Carrier, qui se trouve dans une boîte du Quartier latin et insiste pour le rencontrer. Jeune étudiante en théâtre, elle lui demande d’éclaircir les circonstances entourant la mort de l'étudiant en médecine Paul Leverrier. Il était son amoureux et elle ne croit pas à la thèse officielle du suicide, affirmant sans preuves qu’il a été assassiné. En dépit du peu de poids qu’il accorde à cette jeune personne psychologiquement fragilisée, Burma accepte de se charger de l’enquête.
Le détective rend d'abord visite au commissaire Faroux qui le renvoie à l’inspecteur Masoultre, responsable des investigations dans cette affaire aujourd'hui classée. Selon Masoultre, le suicide ne fait aucun doute, seule la raison de l’acte reste obscure. 
Burma fait ensuite le tour des relations du jeune homme et plonge dans le monde des cabarets du Quartier latin. Il rencontre également le gynécologue Leverrier, père du disparu, qui lui affirme que la mort de sa femme, trois ans auparavant, est la cause du suicide de son fils, car il ne l’a jamais acceptée. Soudain, meurtres et agressions se succèdent, causés en partie par la présence de Burma. Il inquiète des maîtres-chanteurs surveillant les frasques d'étudiants de bonne famille afin de leur soutirer de l’argent. Le drame du jeune Paul Leverrier est bien étranger à tout cela et, s’il s’est bien suicidé, un habile assassin a trouvé le moyen de l’y pousser, et ainsi de commettre un crime parfait.

## Aspects particuliers de l'ouvrage
Le roman se déroule dans le 5e arrondissement de Paris.

## Éditions
- Éditions Robert Laffont, 1957
- Le Livre de poche no 4176, 1975
- Éditions Robert Laffont, collection Bouquins, 1986 ; réédition en 2006
- 10-18, Grands détectives no 1884, 1987
- Pocket no 14318, 1989
- Fleuve noir, Les Nouveaux mystères de Paris no 13, 1990 ; rééditions 1995 et 1999

## Adaptations

### À la télévision
- 1993 : Micmac moche au boul' Mich, épisode 4, saison 2, de la série télévisée française Nestor Burma réalisé par Henri Helman, adaptation du roman éponyme de Léo Malet, avec Guy Marchand dans le rôle de Nestor Burma.

### En bande dessinée
- Micmac moche au Boul' Mich' de Léo Malet, adapté par le dessinateur Nicolas Barral, d'après l'univers de Jacques Tardi, Paris, Casterman, 2015.  (ISBN 978-2-203-08770-5)

## Sources
- Jacques Baudou (dir.), Les Nombreuses Vies de Nestor Burma, Nantes, Les Moutons électriques, coll. « La Bibliothèque rouge no 18 », 2010, 333 p. (ISBN 978-2-36183-003-8, OCLC 670472170), p. 126-130.
- Francis Lacassin, Sous le masque de Léo Malet, Nestor Burma, Amiens, Encrage, coll. « Portraits » (no 4), 1991 (ISBN 978-2-906-38932-8, OCLC 406670086), p. 53-56
- Jean Tulard, Dictionnaire du roman policier : 1841-2005. Auteurs, personnages, œuvres, thèmes, collections, éditeurs, Paris, Fayard, 2005, 768 p. (ISBN 978-2-915793-51-2, OCLC 62533410), p. 496.